# بخش کامفیروز
بخش کامفیروز یکی از بخش‌های شهرستان مرودشت در استان فارس ایران است.
بخش کامفیروز یکی از بخش‌های پنجگانه شهرستان مرودشت استان فارس می‌باشد.

## موقعیت جغرافیایی
این بخش در ۱۲۰ کیلومتری مرکز استان یعنی شهر شیراز و ۸۰ کیلومتری مرکز شهرستان یعنی شهر مرودشت قرار دارد.
آزاد راه جدید شاهچراغ (شیراز_ اصفهان) از این منطقه میگذرد

## رتبه در استان
بخش‌های کامفیروز و کامفیروز شمالی چهارمین بخش پرجمعیت استان فارس می‌باشند. و با توجه به آماده بودن تقسیمات دو بخش بهترین فرصت برای ارتقاء به شهرستان را دارند.
لیست ۱۰ بخش پرجمعیت استان فارس که در آینده شهرستان خواهند شد.
- منبع:فهرست بخش‌های استان فارس

| ردیف | بخش                             | شهرستان   | جمعیت سال ۱۳۹۵ |
| ---- | ------------------------------- | --------- | -------------- |
| ۱    | بخش درودزن                      | مرودشت    | ۳۷٬۸۲۶         |
| ۲    | بخش جره و بالاده                | کازرون    | ۳۵٬۵۲۴         |
| ۳    | بخش سیدان                       | مرودشت    | ۳۲٬۸۵۰         |
| ۴    | بخش کامفیروز+بخش کامفیروز شمالی | مرودشت    | ۳۱٬۲۹۴         |
| ۵    | بخش ششده و قره بلاغ             | فسا       | ۳۰۷۰۲          |
| ۶    | بخش جنت                         | داراب     | ۲۹٬۸۵۲         |
| ۷    | بخش شیبکوه                      | فسا       | ۲۶٬۹۱۹         |
| ۸    | بخش میمند                       | فیروزآباد | ۲۴٬۸۸۵         |
| ۹    | بخش فورگ                        | داراب     | ۲۲٬۱۳۸         |

هم‌اکنون جمعیت منطقه کامفیروز (دو بخش) از ۴ شهرستان زیر بیشتر است.
| ردیف | شهرستان  | مرکز     | جمعیت سال ۱۳۹۵ |
| ---- | -------- | -------- | -------------- |
| ۱    | پاسارگاد | سعادت‌شهر | ۳۰٬۱۱۸         |
| ۲    | بوانات   | بوانات   | ۲۷٬۲۸۹         |
| ۳    | بخش جویم | لارستان  | ۲۵٬۰۸۱         |
| ۴    | سرچهان   | کره ای   | ۲۳٬۱۲۹         |

## پیشینه تاریخی
کامفیروز در منابع تاریخی به صورت زیر آمده‌است:
جایی است در فارس. (از معجم البلدان).
جایی است به فارس در بالای مرودشت. (سرزمین‌های خلافت شرقی) ناحیتی است بر کنار رودکر و بیشه‌ای عظیم است. همه درختان بلوط و زعرور و بید و معدن شیران است. چنان‌که هیچ جای مانند آن شیران نباشد به شرزه و چیرگی و هوای آن سردسیر است به اعتدال و آب از رود است. آبی خوشگوار و حومهٔ آن تیرمایجان است و بیشتر دیه‌های آن خراب است. (فارسنامهٔ ابن بلخی نیکلسون ص ۱۲۴ و ۱۲۵). و رجوع به نزهةالقلوب ص ۱۲۶ شود.
نام ولایتی است از فارس. (برهان) (آنندراج). بطول ۵۴ و عرض ۳۰ کیلومتر از شمال محدود به چهاردانگه و از مشرق برامجرد، از جنوب به بیضا و از مغرب به ممسنی، جمعیت آن ۶۰۰۰ تن و مرکز آن مهجن اباد و دارای ۳۳ قریه است. (حاشیهٔ برهان از ص ۲۲۷ جغرافیایی سیاسی کیهان).
نام شهری بوده به فارس از ابنیهٔ فیروز جد انوشیروان چون سال‌ها باران نمی‌آمد و او به دعای باران رفته در آن سرزمین باران ببارید و کام او برآمد آنجا شهری ساخته و کافیروز نام نهاد. در آب ریزان نوشته شد و کامفیروز ناحیتی است بر کنار بیشهٔ عظیم که درختان بلوط و بید و زعرور بسیار دارد و آن بیشه معدن شیران شرزه است و هوای آن سردسیر نزدیک به اعتدال است و آب آن خوشگوار و از رود است. و نهر کامفیروز ازبیضا و مرودشت و کربال گذشته به بحیرهٔ بختگان که در میان نیریز و خَبر است می‌ریزد و بند امیر عضدالدوله در این رود است. (از آنندراج).
وسعت و حدود ۹ فرسنگ است. طول آن ۵۴ کیلومتر و عرض آن ۳۰ کیلومتر. از شمال به بلوک چهاردانگه، از مشرق به بلوک رامجرد، از جنوب به بلوک بیضا، از مغرب به ناحیهٔ ممسنی محدود می‌شود. هوای آن معتدل محصولاتش غلات و برنج است. جمعیت آن ۶۰۰۰ تن است، مرکزش پالنگری مشتمل بر ۳۳ قریه است. (جغرافیای غرب ایران ص ۱۱۰).
نام یکی از دهستانهای هشتگانهٔ بخش اردکان شهرستان شیراز. حدود و مشخصات آن بقرار زیر است: از شمال شهرستان آباده و گردنهٔ غلام کشته، از خاور و شمال خاوری دهستان ایرج، از باختر به دهستان‌های حومه اردکان و کمهر و کاکان، از جنوب به دهستان‌های رامجرد و بیضا و حومه. این دهستان در شمال خاوری بخش واقع و هوای آن معتدل است و از رودخانه‌های کروشول و بستانک و چشمه سارهای متعدد مشروب می‌شود. موقعیت: دامنه و جلگه است. محصولاتش غلات، حبوبات، برنج، لبنیات. اهالی به کشاورزی و گله داری گذران می‌کنند. از صنایع دستی قالی و گلیم بافی است. از ۴۶ آبادی بزرگ و کوچک تشکیل شده و دارای ۹۰۰۰ تن سکنه می‌باشد. آبادیهای مهم آن عبارتند از: خانی من بکیان، مهجن آباد، تل سرخ، پالانگری نو، بی مور، شول پلنگی، شول بزرگ، شور دلخان، ساران سیدمحمد. راه فرعی پل خان بخانی من از وسط این دهستان کشیده شده و به اغلب قراء آن با اتومبیل می‌توان رفت. (از فرهنگ جغرافیایی ایران ج ۷).

## جمعیت
بنابر سرشماری مرکز آمار ایران، جمعیت بخش کام فیروز شهرستان مرودشت در سال ۱۳۹۵ برابر با ۱۹٬۸۹۸ تن بوده‌است.
جمعیت بخش کامفیروز در سال‌های ۱۳۴۵، ۱۳۵۵، ۱۳۶۵، ۱۳۷۵ به ترتیب ۱۶۱۲۲، ۱۷۳۱۱، ۲۴۱۹۱، ۲۸۰۸۲ ،۳۱۵۷۳ و در سال ۱۳۸۹ برآورد اولیه تا زمان انتشار نتایج سرشماری نفوس و مسکن سال ۱۳۹۰ مرکز آمار ایران ۲۰۰۰۰ نفر برآورد شده‌است. دلیل کاهش جمعیت، ارتقا ی دهستان کامفیروز شمالی به بخش تازه تأسیس کر می‌باشد. از این تعداد ۳۰۰۰ هزار نفر در مناطق شهری و ۱۷۰۰۰ هزار نفر در نقاط روستایی سکونت دارند. (مرکز آمار ایران).

## زبان
مردم کامفیروز لرنژاد هستند و زبان مردم کامفیروز لری جنوبی می‌باشد.